# Classe Ratanakosin
La classe Ratanakosin è una classe di corvette della Regia marina thailandese, composta da due unità entrate in servizio tra il 1986 e il 1987. Costruite dalla ditta statunitense Tacoma Boatbuilding Company e ispirate alle corvette saudite della classe Badr, le Ratanakosin fungono principalmente da conduttori di flottiglia per le formazioni di Fast Attack Craft della Marina thailandese.
Delle due unità varate (sulle tre inizialmente previste), la capoclasse Ratanakosin è ancora in servizio attivo ma la gemella Sukhothai è naufragata il 18 dicembre 2022 nel Golfo di Thailandia dopo essere incappata in una violenta tempesta, con gravi perdite umane tra il suo equipaggio.

## Caratteristiche

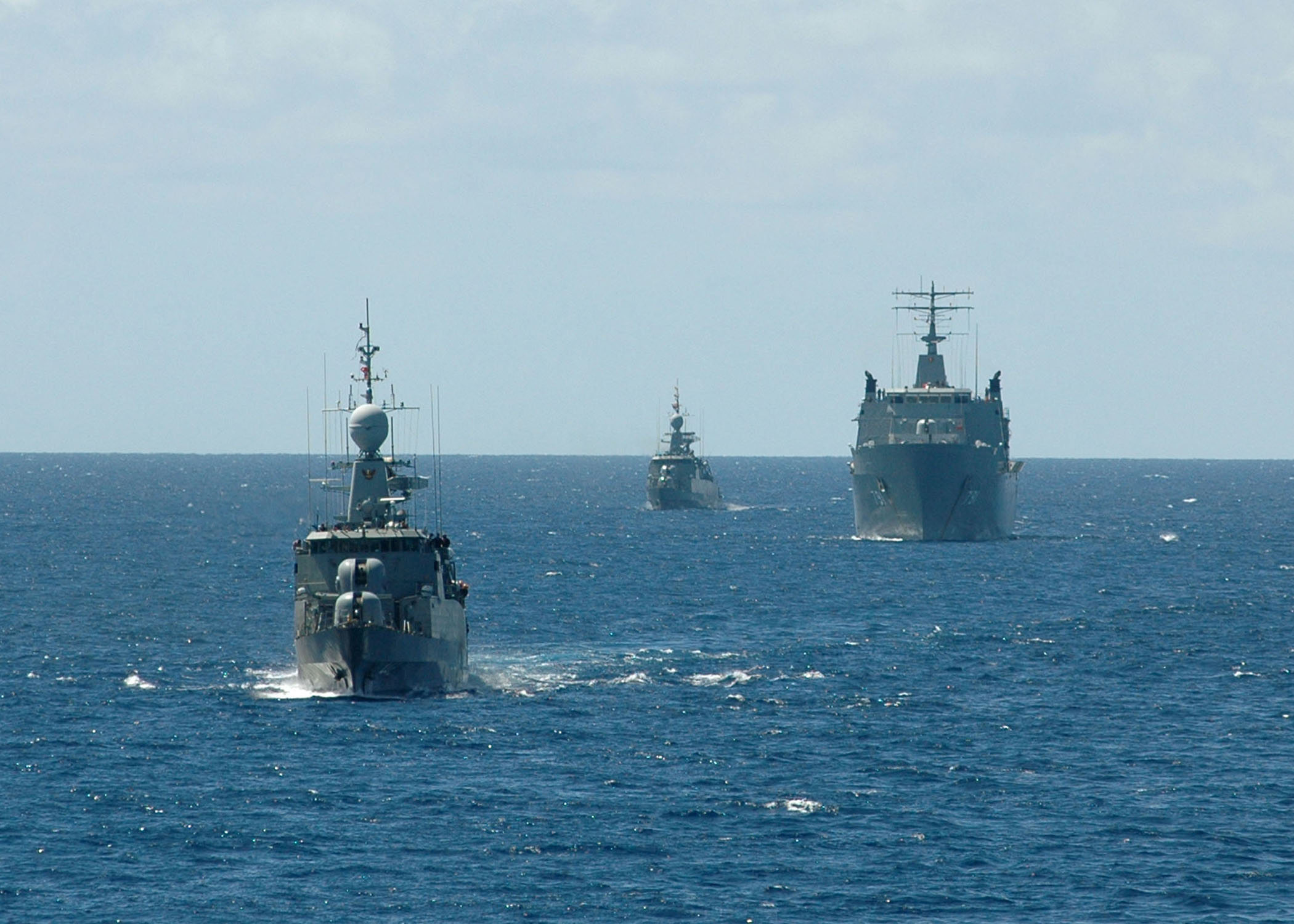
La Sukhothai (in primo piano a sinistra) e la Ratanakhosin (in secondo piano al centro) in navigazione insieme alla nave anfibia Angthong (sulla destra) nel 2013

Il 9 maggio 1983 la Regia marina thailandese ordinò la costruzione di due nuove corvette alla ditta statunitense Tacoma Boatbuilding Company di Tacoma. L'unità capoclasse fu impostata il 6 febbraio 1984 e quindi varata l'11 marzo 1986 con il nome di Ratanakosin; la seconda unità, impostata il 26 marzo 1984, venne varata il 20 luglio 1986 con il nome di Sukhothai. Le due corvette entrarono ufficialmente in servizio rispettivamente il 26 settembre 1986 e il 19 febbraio 1087; la costruzione di una terza unità similare, che secondo i piani
originari doveva avere luogo nei cantieri della Thailandia, fu in seguito cancellata prima ancora che avesse inizio, principalmente a causa del crescente interesse della Marina thailandese per un nuovo progetto proposto dalla ditta britannica Vosper Thornycroft, concretizzatosi in seguito nelle corvette della classe Khamronsin.
Il progetto delle Ratanakosin riprendeva quello delle precedenti corvette classe Badr costruite dalla Tacoma Boatbuilding Company per conto della Regia marina saudita. Le unità hanno un dislocamento standard di 840 tonnellate, che sale a 960 tonnellate con l'unità a pieno carico; lo scafo delle corvette misura 76,82 metri in lunghezza fuori tutto e 9,55 metri in larghezza, con un pescaggio di 2,44 metri. Il sistema propulsivo si basa su due motori diesel della tedesca MTU Friedrichshafen modello 20V1163 TB83, ciascuno azionante un albero motore; la potenza complessiva dell'impianto ammonta a 16 000 hp (12 000 kW), che conferisce alle corvette una velocità massima di 26 nodi (48 km/h) e un'autonomia di 3000 miglia nautiche alla velocità di crociera di 16 nodi (5600 km a 30 km/h). L'equipaggio delle unità ammonta a 15 ufficiali e 72 sottufficiali e marinai.
L'apparato sensori delle unità comprende un sistema radar Decca 1226 e uno HSA ZW-06 per la scoperta di superficie, un sistema radar HSA DA-05 per la scoperta aerea, un sistema radar di controllo del fuoco HSA WM-25 e un sistema di puntamento HSA LIROD-8; per la scoperta dei bersagli subacquei è disponibile un impianto sonar a scafo STN Atlas DSQS-21C.
L'armamento missilistico comprende due lanciatori quadrupli per missili antinave statunitensi RGM-84 Harpoon, e un lanciatore ottuplo per missili antiaerei italiani Aspide; in aggiunta, le unità imbarcano un armamento di artiglieria composto da un cannone Otobreda 76/62, due mitragliere Bofors 40 mm e due mitragliere da 20 mm Oerlikon. Come armamento anti-sommergibili sono invece disponibili due impianti tripli Mk 32 di tubi lanciasiluri da 330 mm, equipaggiati con il siluro britannico Stingray.

## Unità
| Nome                 | Impostazione    | Varo           | Entrata in servizio | Status                                                                                                |
| -------------------- | --------------- | -------------- | ------------------- | --- |
| Ratanakosin (FS-441) | 6 febbraio 1984 | 11 marzo 1986  | 26 settembre 1986   | in servizio attivo                                                                                    |
| Sukhothai (FS-442)   | 26 marzo 1984   | 20 luglio 1986 | 19 febbraio 1987    | naufragata il 18 dicembre 2022 nel Golfo di Thailandia dopo essere incappata in una violenta tempesta |